# Bharatipur
Bharatipur (nepalski: भारतीपुर) – gaun wikas samiti w zachodniej części Nepalu w strefie Lumbini w dystrykcie Nawalparasi. Według nepalskiego spisu powszechnego z 2001 roku liczył on 552 gospodarstw domowych i 3228 mieszkańców (1652 kobiet i 1576 mężczyzn).